# Mitsubishi MM14
Der Typ MM 14 ist ein Liberty-Ersatzschiffstyp, welcher Ende der 1960er Jahre von Mitsubishi Heavy Industries als Ersatz für die damals alternde Flotte der Liberty-Frachter und Victory-Schiffe entwickelt wurde.

## Einzelheiten
In der zweiten Hälfte der 1960er Jahre wurden weltweit verschiedene Schiffstypen als Ersatz für die noch im Einsatz befindlichen Liberty- und Victory-Standardfrachter sowie einige andere während des Zweiten Weltkriegs gebauten Frachtschiffe in der damaligen Welthandelsflotte angeboten, die sich an Zwischendeckern mit eigenem Ladegeschirr und ca. 14.000 Tonnen Tragfähigkeit orientierten. Besonders erfolgreich waren Serien wie beispielsweise SD-14, Freedom oder German Liberty.
Der Schiffstyp MM 14 wurde Ende der 1960er Jahre von Mitsubishi als einer von drei jeweils etwas abweichenden Liberty-Ersatzschiffstypen entwickelt (die anderen beiden waren der Commonwealth-Typ und der Seatramp-Typ).
Die MM-14-Schiffe hatten vier Laderäume mit einem Rauminhalt von 23.281 m³ (Schüttgut) beziehungsweise 20.257 m³ (Stückgut). Alle Laderäume lagen vor den ganz achtern angeordneten Aufbauten, die hinteren drei besaßen ein Zwischendeck. Zum Ladungsumschlag standen auf den Schiffen sieben Luken und zehn Ladebäume sowie ein Kran als eigenes Ladegeschirr zur Verfügung.
Die ersten beiden Schiffe des Typs wurden 1969 an Reedereien in Lausanne abgeliefert.

## Die Schiffe (Auswahl)
| Typ MM 14    | Typ MM 14 | Typ MM 14   | Typ MM 14                        | Typ MM 14                                                  | Typ MM 14 |
| Bauname      | Baunummer | IMO- Nummer | Stapellauf/ Ablieferung          | Auftraggeber                                               | Umbenennungen und Verbleib |
| ------------ | --------- | ----------- | -------------------------------- | ---------------------------------------------------------- | --- |
| Iguape       | 661       | 6910087     | 16. Mai 1969 18. August 1969     | Société d’Armement Maritime Suisse-Atlantique, Lausanne    | 1974 Corviglia, 1985 Golden Wonder 1995 Wonder Dubai, ab 26. Januar 1997 verschrottet.                                                                                |
| Iguazu       | 662       | 6923010     | 31. Juli 1969 27. September 1969 | Suisse-Atlantique Société de Navigation Maritime, Lausanne | 1977 Lian Hua Cheng, ab 26. Mai 1982 nach Brand an Bord verschrottet.                                                                                                 |
| Isabel Erica | 666       | 7007239     | 22. Dezember 1969 März 1970      | Redfern Shipping Company, Hamilton                         | 1975 Siganto A.S., 1977 Chang Ping, am 23. April 1997 zum Abbruch in Calcutta eingetroffen, ab 1. Juli 1997 durch die Shamlal Jain Shipbreaking Company verschrottet. |
| Nils Amelon  | 668       | 7021194     | 8. Mai 1970 Juli 1970            | Redfern Shipping Company, Hamilton                         | 1975 Ocean Sailor, 1977 Hong Gu Cheng, Abbruch ab 22. August 1997 in Alang.                                                                                           |